# Paco Ortega e Isabel Montero
Paco Ortega e Isabel Montero fue un dúo musical español formado a principios de los años 80, teniendo su debut discográfico en 1987. 

## Inicios
El estilo de este nuevo dúo se basó en la fusión de sus raíces flamencas con el pop que dominaba en la época grabando 3 discos de larga duración. 
Paco Ortega llevaba años intentando adentrarse sin éxito en el mundo discográfico habiendo publicado un disco debut en 1974 como autor de sus propias canciones. Isabel Montero llevaba varios años haciendo giras locales y nunca había entrado en un estudio de grabación. 

## Trayectoria
Su primer sencillo "Juan Heredia" fue un éxito menor, a pesar de su promoción en radio y televisión. Su gran éxito llegó con "Entre la hiedra" que fue incluido en su primer disco "Paco Ortega & Isabel Montero" y se convirtió en uno de los más vendidos del año en España.
En 1990 participan en el Festival de la OTI y quedan en 3ª posición, gracias al tema "Duérmete mi amor". Es entonces cuando publican "Contracorriente" que incluía el tema "Al Amanecer".
En 1992 publican Sígueme, tercero y último álbum de la pareja. El dúo desapareció en 1993, pero ambos continuaron sus carreras en solitario.